# Municipio de Bloomer (Arkansas)
El municipio de Bloomer (en inglés: Bloomer Township) es un municipio ubicado en el condado de Sebastian en el estado estadounidense de Arkansas. En el año 2010 tenía una población de 1022 habitantes y una densidad poblacional de 38,75 personas por km².

## Geografía
El municipio de Bloomer se encuentra ubicado en las coordenadas 35°18′14″N 94°7′19″O / 35.30389, -94.12194. Según la Oficina del Censo de los Estados Unidos, el municipio tiene una superficie total de 26,37 km², de la cual 26,11 km² corresponden a tierra firme y (0,99 %) 0,26 km² es agua.

## Demografía
Según el censo de 2010, había 1022 personas residiendo en el municipio de Bloomer. La densidad de población era de 38,75 hab./km². De los 1022 habitantes, el municipio de Bloomer estaba compuesto por el 94,23 % blancos, el 0,2 % eran afroamericanos, el 1,66 % eran amerindios, el 0,2 % eran asiáticos, el 1,27 % eran de otras razas y el 2,45 % eran de una mezcla de razas. Del total de la población el 2,35 % eran hispanos o latinos de cualquier raza.